# Cordillera de Nahuelbuta
La cordillera de Nahuelbuta (mapudungun: nawelfütra, «gran jaguar») es un tramo de la cordillera de la Costa, en Chile, que se extiende entre los ríos Biobío e Imperial. Sirve como frontera natural entre las regiones del Biobío y de La Araucanía, separando las provincias de Arauco y Malleco, respectivamente. 

## Geomorfología
La cordillera de Nahuelbuta es un macizo de forma semielíptica, de aproximadamente 100 km de extensión en dirección norte-sur y 70 km en dirección este-oeste. Su punto más alto es cercano a los 1400 m s. n. m., y presenta una extensa  meseta alrededor de los 1000 m s. n. m.
La cordillera de Nahuelbuta contiene las elevaciones más altas de la cordillera de la Costa al sur de la Región del Biobío. Su elevación causa el desvío al norte o al sur de los ríos que bajan de los Andes como es el caso del río Malleco; mientras que por su interior corren y confluyen los cauces de varios ríos que forman la cuenca del río Imperial. El núcleo de la cordillera está formado por granito formado durante el Carbonífero. En torno a su núcleo de granito la cordillera de Nahuelbuta contiene rocas metamórficas de las llamadas Series Orientales. Al sur del lago Lanalhue donde se ubica una falla del mismo nombre la cordillera de Nahuelbuta está constituida por rocas metamórficas de las Series Occidentales y partes de ofiolitas.

## Biodiversidad

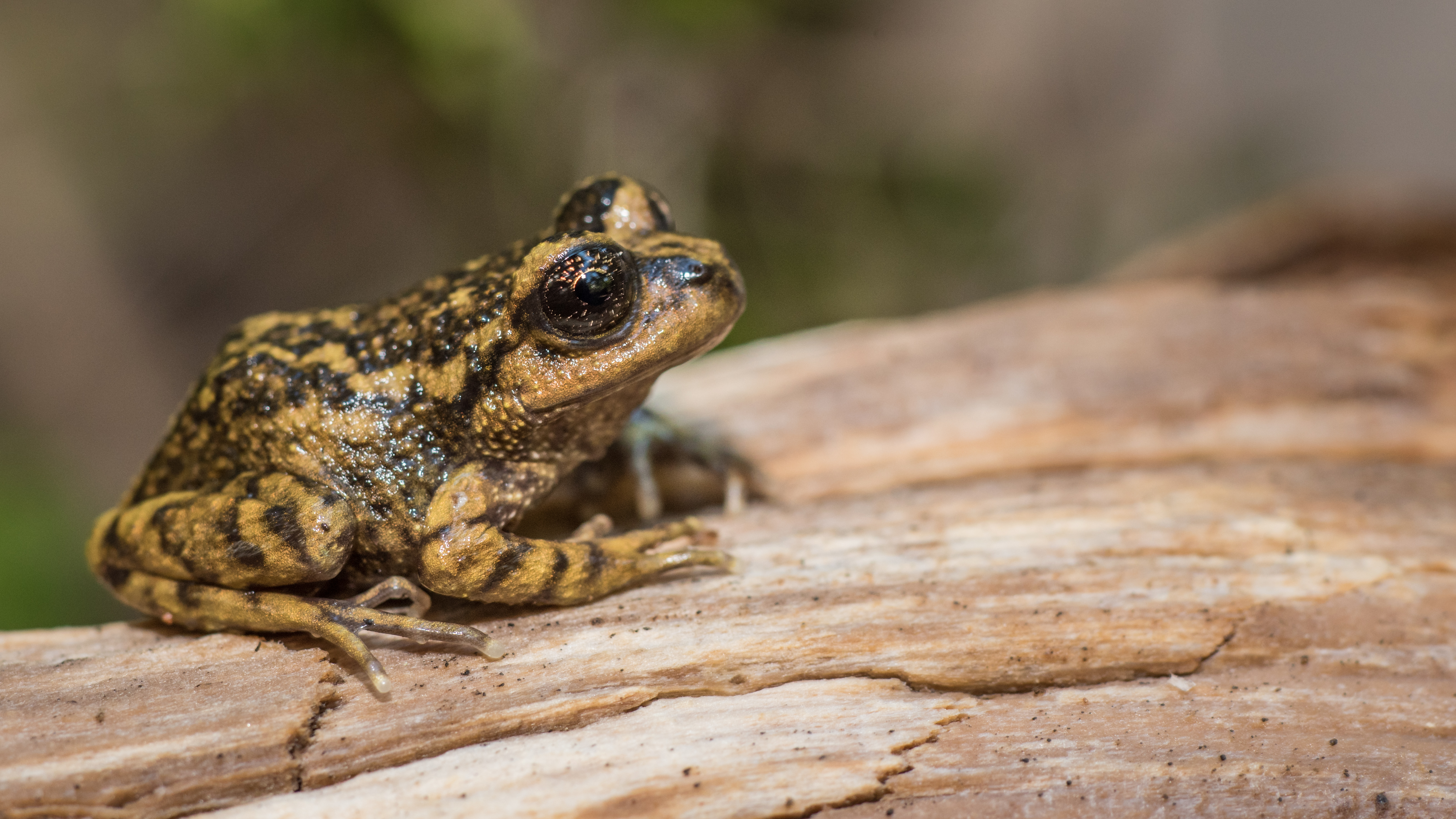
Sapo espinoso de barrio en el parque nacional Nahuelbuta.

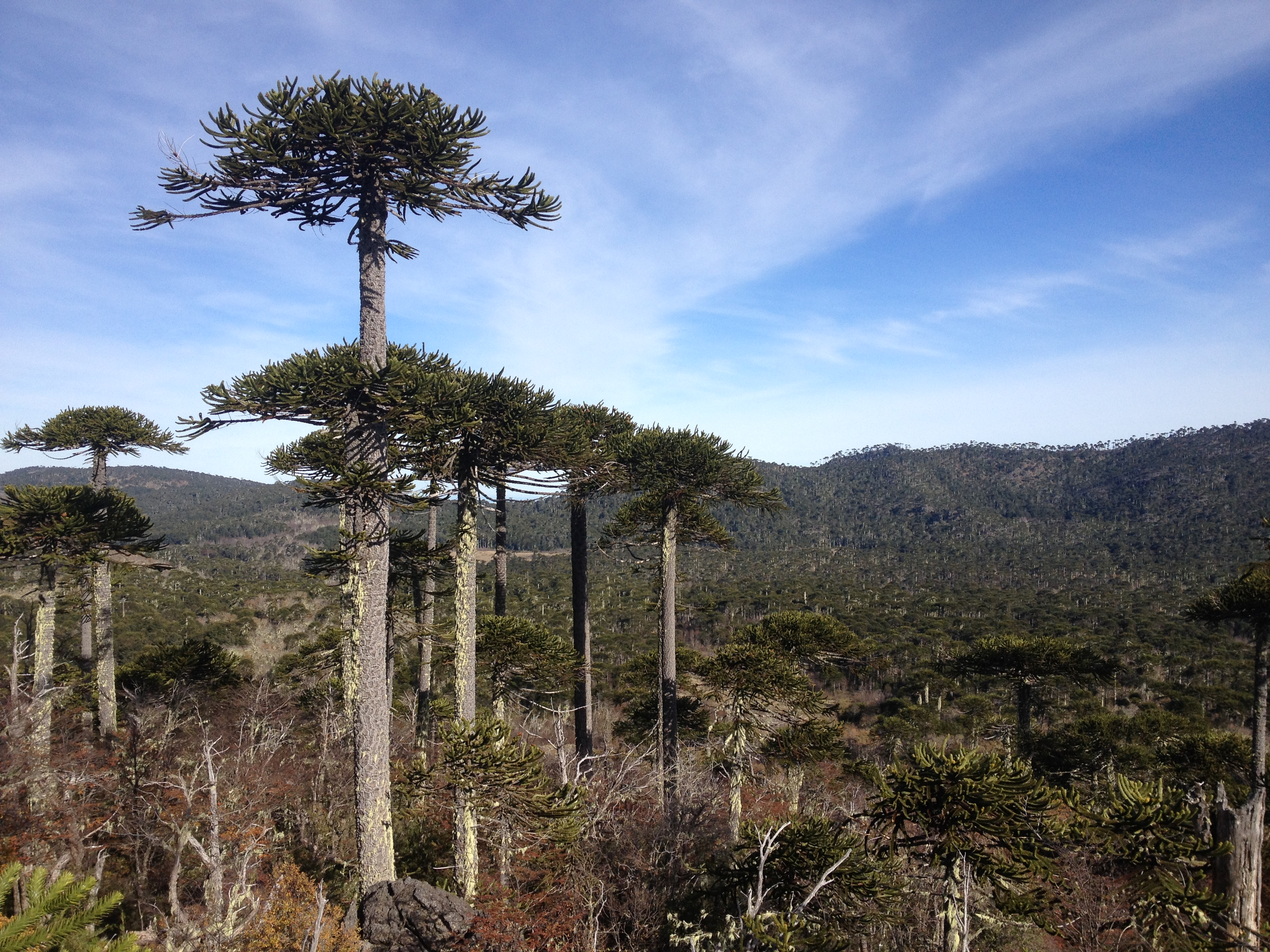
Cerro Anay, al interior del parque nacional Nahuelbuta

En las partes más altas de la cordillera se encuentra el parque nacional Nahuelbuta donde predominan bosques de araucaria, los únicos que existen fuera de los Andes. En Nahuelbuta es posible encontrar 690 plantas vasculares, de las cuales un 38% serían endémicas. En la zona norte de la cordillera se encuentran especies típicas del bosque maulino, como peumo, radal y litre, junto con robles, queules y mañíos, presentes en los bosques caducifolios, mientras que en su zona sur y entre los 600 y 1000 m s. n. m., abundan las especies del denominado bosque montano de Nahuelbuta: la araucaria araucana, coigües, lengas y ñirres.
En  cuanto a su fauna, en Nahuelbuta se concentra cerca del 33 % de los sapos y ranas presentes en Chile, de las cuales cinco especies serían endémicas del área: sapo espinoso de barrio, sapo de Vanzolinii, sapo de Contulmo, sapo de Nahuelbuta y sapo de Bullock. Asimismo, se han registrado un centenar de especies de aves en la cordillera, incluyendo el carpintero negro, el pitío, la cachaña y el choroy. En el caso de los mamíferos, destaca la presencia del zorro chilote o de Darwin, separada por unos 600 km de la población más numerosa de la Isla Grande de Chiloé.

## Áreas protegidas
Unas 7 mil hectáreas de bosque nativo (3,5 %) se encuentran protegidas oficialmente en el Parque Nacional Nahuelbuta y el Monumento Natural Contulmo.
Artistas como Adriana García han documentado las amenazas ambientales y el deterioro de estas áreas a través de la fotografía y el arte.